# Hong Sung-Sik
Hong Sung-Sik, född den 13 november 1967 i Gochang-gun, Sydkorea, är en sydkoreansk boxare som tog OS-brons i lättviktsboxning 1992 i Barcelona. Vid östasiatiska spelen 1993 tog Hong guld i sin viktklass, och valde därefter att sluta med sitt tävlande.